# Ruslana
Ruslana, pseudoniem van Roeslana Stepanivna Lyzjytsjko (Oekraïens: Руслана Степанівна Лижичко) (Lviv, 24 mei 1973) is een Oekraïense zangeres, danseres, producente, componiste, dirigente, pianiste, sociaal activiste en politica. Tevens is Ruslana de winnares van het Eurovisiesongfestival 2004 en won ze een World Music Award in 2004 als 's werelds best verkopende Oekraïense artiest. In 2011 werd Ruslana aangeduid als een van de coaches van de Oekraïense versie van The Voice en in 2014 zetelde ze in de jury voor de Belgische preselecties van Eurosong.
Ruslana schrijft, componeert en produceert haar eigen liedjes zelf evenals haar videoclips. Op 28 december 1995 is ze getrouwd met Oleksandr Ksenofontov, een Oekraïense platenproducer. Sinds 1993 runnen zij samen de maatschappij Luxen Studio, waar radio- en filmtrailers worden geproduceerd.
Ruslana is een multi-instrumentalist. Naast piano speelt ze keyboard, gitaar, diverse soorten slagwerk (waaronder drums) en diverse blaasinstrumenten waaronder de trembita, een grote houten hoorn afkomstig uit de Karpaten die enigszins vergelijkbaar is met een Alpenhoorn.

## Jonge jaren
Ruslana is geboren in de Oekraïense SSR (nu Oekraïne), als dochter van Nina en Stepan Lyzjytsjko. Ze is opgegroeid in de oblast Lviv. Aangemoedigd door haar moeder, studeerde Ruslana vanaf haar vierde jaar aan een experimentele muziekschool en zong ze in verschillende bands zoals Horizon, Orion en het kinderensemble Smile. Na tien jaar voortgezet onderwijs met de nadruk op bètavakken startte Ruslana op het Lvivse conservatorium. In 1995 studeerde ze daar af als pianist en dirigent.
Ruslana heeft een halfzus, Anna.

## Muzikale carrière

### Vroege muzikale periode
Ruslana startte haar carrière toen zij in 1996 met het lied Oj, letily dyki hoesy (Er vlogen wilde ganzen) winnares werd van het songfestival Slovyjanski Bazar in Vitebsk, Wit-Rusland. In hetzelfde jaar was ze genomineerd als "zangeres van het jaar 1996" in de eerste Oekraïense nationale show Persoon van het jaar. De video van Dzvinkyj Viter (Windorgels) werd onderscheiden met de prijs voor de "beste video van het jaar" tijdens het televisiefestival "Het Gouden Tijdperk".
In 1997 werkte Ruslana aan Kerstmis met Ruslana, het eerste Lvivse kersttelevisieproject op landelijk niveau met daarin de videoclip Balada pro printsesoe (Ballade over Prinses). Deze clip was de eerste animatievideo in Oekraïne.
Haar eerste album Myt' Vesny - Dzvinkyj Viter ("Een voorjaarsmoment - Windorgels"), uitgebracht in 1998, ontving veel lof van muziekcritici. Verder had ze succes met het lied Svitanok (Zonsopgang) en het album Myt' Vesny - Dzvinkyj Viter Live. In 1999 werd Svitanok uitgeroepen als Lied van het jaar, de videoclip ervan was de eerste grote videoclip in Oekraïne en werd uitgeroepen tot "Beste muziekvideo van het jaar". Ruslana werd uitgeroepen tot "Persoon van het jaar".
In 1999 werkte Ruslana aan de Kerstmusical Ostannje rizdvo 90-ch (De laatste Kerstmis van de jaren 90) waarmee ze de Oekraïense prijs voor de Film van het jaar won. Met de videoclip behorende bij het lied Znajoe ja (Ik weet...), dat over de Hoetsoelen gaat, vestigde Ruslana een nieuwe standaard voor het filmen van moderne videoclips in Oekraïne.

### Wild Dances

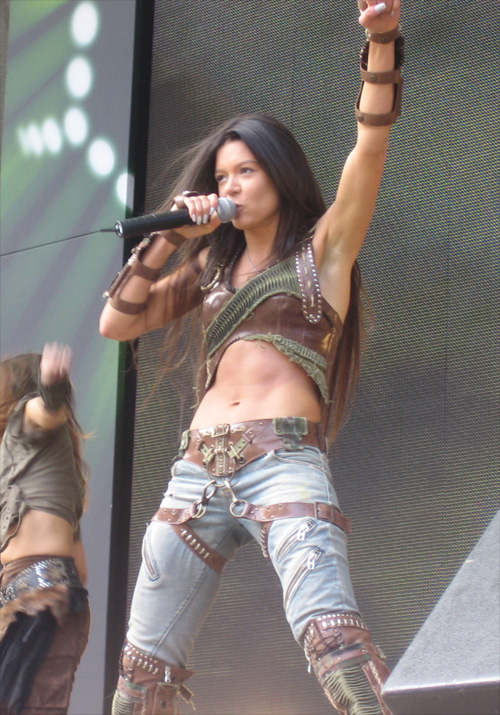
Concert in Berlijn op 23 juni 2006

Ruslana's vader is afkomstig uit een streek in West-Oekraïne waar de Hoetsoelen leven; de oorspronkelijke bewoners van de Oekraïense Karpaten. Zij hebben een unieke cultuur en een rijke geschiedenis wat Ruslana inspireerde om haar lied en gelijknamige album Wild Dances te maken. De stijl van Wild Dances combineert krachtige, repeterende etnische drums, het geluid van de trembita, met moderne dans.
Het album Dyki Tansi (Wild Dances) kwam uit in juni 2003 in Oekraïne. Het was het eerste album dat vijf keer platina werd in Oekraïne omdat er meer dan 500.000 exemplaren van werden verkocht. De Engelse versie van het album Dyki Tansi kwam uit in Europa in de herfst van 2004 als "Wild Dances - Welcome to my wild world". Het lied Wild Dances, dat Ruslana de overwinning van het Eurovisiesongfestival 2004 bracht, kwam binnen in talloze Europese hitlijsten. Wild Dances bereikte de nummer 1-positie in Oekraïne, Griekenland en ook in de Vlaamse Ultratop, waar de single zelfs voor tien opeenvolgende weken bovenaan stond. Ruslana ontving buiten Oekraïne ook gouden platen in onder andere Rusland, Zweden, Griekenland, Tsjechië en Slowakije.
In het videospel Grand Theft Auto IV is Ruslana dj op het fictieve radiostation Vladivostok FM. Het nummer Wild Dances is een van de nummers op de radiozender.

### Eurovisiesongfestival

#### 2004
Ruslana werd door de omroep NTU via een interne selectie gekozen om Oekraïne te vertegenwoordigen tijdens het Eurovisiesongfestival 2004. Ze was voorafgaand aan het festival een van de grote favorieten voor de overwinning bij de bookmakers. Tijdens het Eurovisiesongfestival trad ze op met haar zelfgecomponeerde lied Wild dances en won ze het festival met 280 punten (het hoogste aantal punten dat ooit door een winnaar werd verkregen in de eerste 50 edities van het Songfestival. In de halve finale ontving Ruslana punten van alle landen, in de finale eveneens van alle landen met uitzondering van Zwitserland.

#### 2005
In 2005 opende Ruslana het Songfestival in Kiev met het nummer Heart on Fire. Tijdens de intervalact zong ze The Same Star, dat al snel na de uitkomst een hit werd in veel Europese landen. Het lied Heart on Fire is te vinden op haar nieuwe Engelstalige album Wild Energy dat in Europa uitkwam op 10 oktober.

#### 2006
Ruslana's lied Wild Dances werd in de Duitse televisieshow Grand Prix Hitliste uitgeroepen tot het beste Eurovisiesongfestivallied. Daarbij passeerde zij beroemde liedjes als Waterloo en Duitslands (tot dan toe) enige winnende bijdrage Ein bißchen Frieden, die respectievelijk als 6e en 12e eindigden. Het programma werd bekeken door ongeveer zes miljoen mensen in Duitsland.

#### 2008
In 2008 was Ruslana gastartieste met haar nieuwe Wild Energy-show tijdens de nationale finale van het op het songfestival debuterende Azerbeidzjan.

#### 2017
In 2017 keerde het Eurovisiesongfestival terug naar Kiev. Ruslana werd als oud-winnares uitgenodigd een optreden te geven tijdens de finale van het evenement.

### Wild Energy
Ruslana's project Wild Energy/Dyka Enerhija, is gebaseerd op Wild Energy. Lana, een fantasieboek van Maryna en Sergii Diatsjenko. Het verhaal gaat over een stad uit de toekomst die lijdt onder een wereldwijde energiecrisis die veel bedreigender is dan een gebrek aan olie en gas. Mensen ontbreekt het aan de wil om te leven, de energie vanuit hun hart, de brandstof voor mensen. Lana, een van synthetische bewoners, gaat op zoek naar de mystieke energiebron. Na veel avonturen ontdekt ze dat de wilde energie uit haar eigen hart komt. Wild Energy combineert muziek, videoproductie, literatuur en sociale betrokkenheid op een bijzondere manier.
In juni 2006 presenteerde Ruslana de nieuwe single en videoclip Dyka Enerhija in een unieke fantasiestijl. In de videoclip verandert Ruslana van een synthetisch blond meisje naar haar eigen wilde persoonlijkheid.
Tijdens het WK voetbal 2006 toerde Ruslana in gastland Duitsland om de Oekraïense nationale ploeg te ondersteunen. Ze trad op in Hamburg, Keulen, Berlijn, Leipzig en Neurenberg.
In maart 2008 kwam Ruslana's album Amazonka (De Amazone) uit in Oekraïne, Tsjechië en Slowakije. Het Engelstalige album Wild Energy werd in het najaar van 2008 uitgebracht in Canada, China en verschillende Europese landen. Het album is opgenomen in de studio Hit Factory in Miami. Het album bevat twee nummers in samenwerking met bekende Amerikaanse sterren uit de Urbanscene, namelijk T-Pain en Missy Elliott. Met dit album creëert Ruslana een eigen kenmerkende techniek van het samenbrengen van etnische stijlen uit de Karpaten en moderne muziek.

### The Masked Singer
In 2024 nam Ruslana deel aan de Vlaamse editie van The Masked Singer, waar ze optrad als Zeeduivel.

## Politieke bezigheden
In de herfst van 2004 ondersteunde Ruslana actief het democratische proces in Oekraïne, beter bekend als de Oranjerevolutie. Na de tweede ronde van de presidentsverkiezingen in november 2004, ging Ruslana een aantal dagen in hongerstaking om haar steun te betuigen aan oppositieleider Viktor Joesjtsjenko, die de uitslag van de betreffende verkiezingen niet erkende vanwege fraude met stembiljetten. Ze was een van de prominente figuren die de mensenmassa's toesprak ter ondersteuning van Viktor Joesjtsjenko.
In 2006 deed Ruslana mee aan de parlementsverkiezingen. Ze stond vijfde op de lijst van Ons Oekraïne, de partij van Viktor Joesjtsjenko. Tussen het voorjaar van 2006 tot en met zomer 2007 had zij zitting in het Oekraïense parlement namens voornoemde partij.

## Sociale betrokkenheid
Ruslana is door UNICEF als Goodwill Ambassadrice van Oekraïne aangewezen en strijdt tegen mensenhandel. Ze heeft twee videoclips uitgebracht die potentiële slachtoffers op de gevaren van mensenhandel moet wijzen. In februari 2008 trad Ruslana op tijdens een bijeenkomst tegen mensenhandel in Wenen georganiseerd door UN.GIFT (United Nations Global Initiative to Fight Human Trafficking) voor 117 internationale delegaties. Haar nummer Not For Sale werd het strijdlied van de nieuwe internationale campagne tegen mensenhandel.
In het kader van het Eurovisiesongfestival 2005 in Kiev gaf ze een benefietconcert voor kinderen die slachtoffer zijn van de gevolgen van de kernramp van Tsjernobyl. Voor een ander benefietproject werkte Ruslana samen met de Duitse rockartiest Peter Maffay. In april en mei 2007 toerden ze met artiesten uit 14 verschillende landen vier weken lang door Duitsland. De opbrengsten gingen naar kinderen in noodsituaties.
Daarnaast heeft Ruslana talloze benefietconcerten gegeven waarvan de opbrengsten ten goede kwamen aan kinderziekenhuizen in Kiev, Lviv en Dnipro.
Met haar Wild Energy-project steunt Ruslana het gebruik van groene energie. Ze beschouwt de energie van de zon, het water en de wind als een onafhankelijkheid. Het project krijgt langzamerhand een grotere betekenis. Ruslana wil mensen bewust maken van de wereldwijde klimaatverandering.
Nadat grote gebieden in het westen van Oekraïne in juli 2008 waren overstroomd, zette Ruslana in samenwerking met diverse partijen de organisatie SOS 2008 op met als doel het aanmaken van een database van hulpbehoevenden, het coördineren en verstrekken van noodhulp en het aanwenden van donaties van het volk en andere Oekraïense artiesten en sporters ten behoeve van de slachtoffers van de overstroming.

## Commerciële bezigheden
Ruslana is enige tijd het gezicht geweest van het cosmeticamerk Garnier. In het voorjaar van 2008 sloot Ruslana een contract af met L'Oréal.

## Discografie

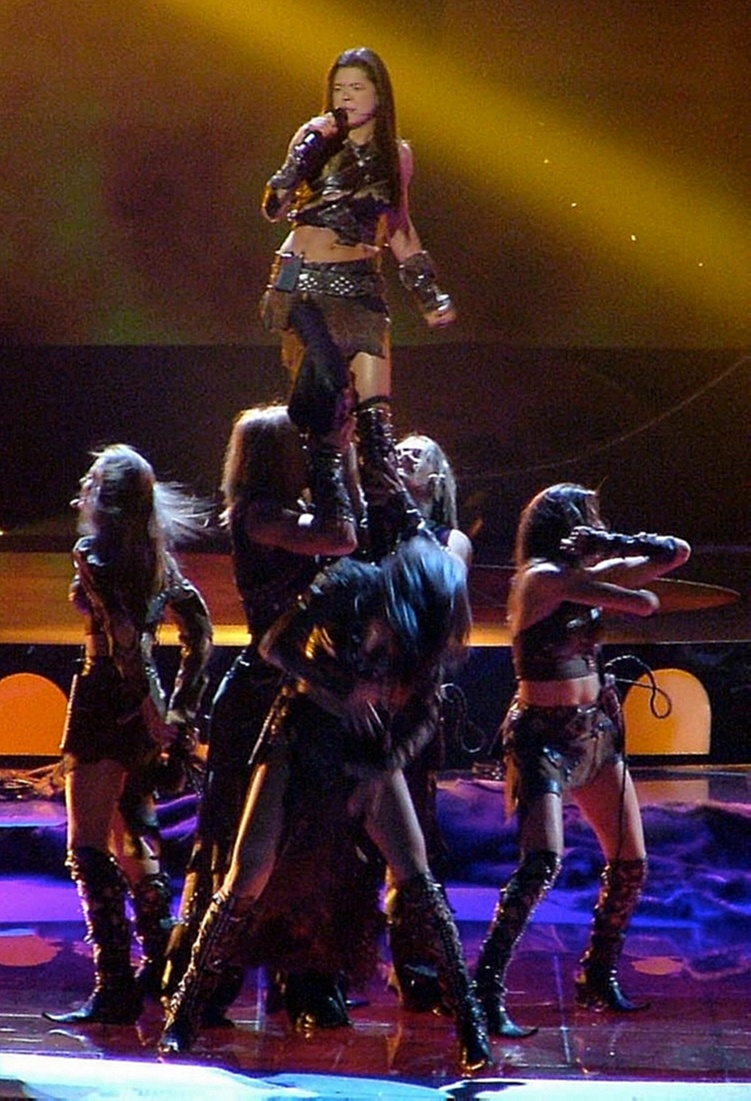
Ruslana in concert

### Oekraïenstalige albums
- 1998: Myt' Vesny - Dzvinkyj Viter
- 2000: Ostannje Rizdvo 90-ch
- 2001: Najkrasjtsje
- 2002: Dobri vetsjir, tobi...
- 2003: Dyki Tantsi
- 2008: Amazonka

### Engelstalige albums
- 2004: Wild Dances: Welcome To My Wild World
- 2005: Club'in
- 2008: Wild Energy

| Single met eventuele hitnotering(en) in de Nederlandse Top 40 | Datum van verschijnen | Datum van binnenkomst | Hoogste positie | Aantal weken | Opmerkingen |
| ------------------------------------------------------------- | --------------------- | --------------------- | --------------- | ------------ | ----------- |
| Wild Dances                                                   | 2004                  |                       | tip4            |              |             |

| Single met hitnotering(en) in de Vlaamse Ultratop 50 | Datum van verschijnen | Datum van binnenkomst | Hoogste positie | Aantal weken | Opmerkingen |
| ---------------------------------------------------- | --------------------- | --------------------- | --------------- | ------------ | ----------- |
| Wild Dances                                          | 2004                  |                       | 1 (10wk)        | 24           |             |
| Dance With The Wolves                                | 2004                  | 30-10-2004            | 19              | 18           |             |

## Prijzen en nominaties
| Jaar | Programma                   | Prijs                                              | Resultaat   |
| ---- | --------------------------- | -------------------------------------------------- | ----------- |
| 2004 | Eurovisiesongfestival 2004  | Eerste plaats "Wild Dances"                        | Gewonnen    |
| 2004 | World Music Awards 2004     | Bestverkopende Oekraïense Artiest "Wild Dances"    | Gewonnen    |
| 2004 | MAD TV Video Awards         | Beste Internationale Video "Wild Dances"           | Gewonnen    |
| 2004 | ARIWN Awards                | Bestverkopende Internationale Single "Wild Dances" | Gewonnen    |
| 2005 | Roemeense Most Loved Awards | Geliefdste Internationale Zanger(es)               | Gewonnen    |
| 2007 | EMA-MTV Music Awards        | Beste Oekraïense Act                               | Genomineerd |

## Videoclips
- Ty (1998)
- Myt' Vesny (1998)
- Svitanok (1998)
- Balada pro printsessoe (1998)
- Kolyskova (1998)
- Znajoe Ja (2000)
- Prosjtsjannja z disko (2001)
- Dobri vetsjir, tobi... (2002)
- Kolomyjka (2003)
- Oj, Zahrajmy, Moezytsjenkoe (2003)
- Wild Dances (2004)
- Dance with the Wolves (2004)
- Ring Dance with the Wolves (2005)
- The Same Star (2005)
- V rytme serdtsa (2005)
- Dyka Enerhija (2006)
- Vidloennja mri (Oekraïense versie van "Moon of Dreams") (2008)
- Moon of Dreams (feat. T-Pain) (2008)
- Vohon' Tsjy lid (Vse ne te)(2008)